# Podróże kulinarne z Gwyneth Paltrow
Podróże kulinarne z Gwyneth Paltrow (Spain... on the road Again, 2008) – amerykański program kulinarno-podróżniczy, wyprodukowany przez PBS. W kulinarnej podróży po Hiszpanii głównej bohaterce Gwyneth Paltrow towarzyszą również: kucharz Mario Batali, pisarz Mark Bittman oraz hiszpańska aktorka Claudia Bassols. 

## Spis odcinków
| Premiera odcinka | N/o | Polski tytuł                            | Angielski tytuł                          |
| ---------------- | --- | --------------------------------------- | ---------------------------------------- |
|                  |     |                                         |                                          |
| SERIA PIERWSZA   |     |                                         |                                          |
|                  |     |                                         |                                          |
| 08.11.2009       | 01  | Walka z wiatrakami w Kastylii-La Mancha | Tilting Windmills in Castilla la Mancha  |
|                  |     |                                         |                                          |
| 15.11.2009       | 02  | Pielgrzymka do Galicji                  | Pilgrimage to Galicia                    |
|                  |     |                                         |                                          |
| 22.11.2009       | 03  | Wybrzeżami Galicji                      | Coasting Along in Galicia                |
|                  |     |                                         |                                          |
| 29.11.2009       | 04  | Granice, legendy i szczypta luksusu     | Landmarks, Legends and the Lap of Luxury |
|                  |     |                                         |                                          |
| 06.12.2009       | 05  | Rozkosze Kraju Basków                   | Basking in Basque Country                |
|                  |     |                                         |                                          |
| 13.12.2009       | 06  | Gwiazda rocka w Katalonii               | Rockstar Surprise in Catalunya           |
|                  |     |                                         |                                          |
| 20.12.2009       | 07  | Od ideału do surrealizmu                | From the Sublime to the Surreal          |
|                  |     |                                         |                                          |
| 27.12.2009       | 08  | Spojrzenie sułtana na Andaluzję         | A Sultan’s View of Andalucía             |
|                  |     |                                         |                                          |
| 04.01.2010       | 09  | Kastylijski raj kulinarny               | Castillian Hog Heaven                    |
|                  |     |                                         |                                          |
| 11.01.2010       | 10  | Gaudi i asturiańskie przygody           | Gawking at Gaudí and Asturian Adventures |
|                  |     |                                         |                                          |
| 18.01.2010       | 11  | Z wyspy na wyspę                        | Island Hopping                           |
|                  |     |                                         |                                          |
| 25.01.2010       | 12  | Po prostu paella                        | Pure Paella                              |
|                  |     |                                         |                                          |
| 01.02.2010       | 13  | Na zakończenie podróży … Madryt         | Madrid and the End of the Road           |
|                  |     |                                         |                                          |